# Myoxanthus gyas
Myoxanthus gyas är en orkidéart som först beskrevs av Carlyle August Luer och Roberto Vásquez, och fick sitt nu gällande namn av Carlyle August Luer. Myoxanthus gyas ingår i släktet Myoxanthus och familjen orkidéer. Inga underarter finns listade i Catalogue of Life.